# Batueta
Batueta là một chi nhện trong họ Linyphiidae.